# Acámero

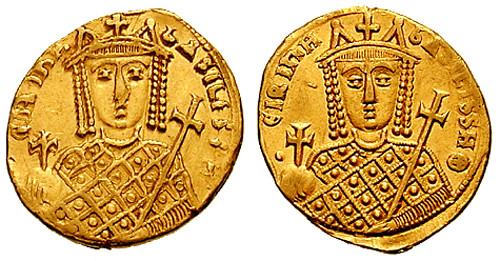
Soldo de Irene de Atenas

Acámero (em grego: Ἀκάμηρος; romaniz.: Akámeros; fl. 799 - seu nome original foi provavelmente Akamir - foi o "arconte dos esclavenos da Belzétia" (ό των Σκλαυινών της Βελζητίας άρχων), uma comunidade eslava meridional autônoma na Tessália Oriental sob suserania bizantina, no final do século VIII.

## Biografia
Ele é mencionado apenas uma vez, por Teófanes, o Confessor, como líder de uma conspiração envolvendo os filhos de Constantino V Coprônimo (r. 741–775) - os antigos césares Nicéforo e Cristóvão, e seus irmãos mais novos Nicetas, Ântimo e Eudócimo - que tinham sido depostos e mutilados pelo irmão mais velho deles, o imperador Leão IV, o Cazar (r. 775–780). Após a morte de Leão, sua esposa, Irene de Atenas, depôs seu filho Constantino VI em 797, e enviou seus tios em exílio para Atenas para que não pudessem ameaçar seu governo.
Em março de 799, Acámero, em conluio com tropas do Tema da Hélade, planejou proclamar um deles como imperador. O plano, contudo, foi frustrado após Irene ser informada, e a imperatriz enviou um parente de confiança para Atenas: os irmãos foram cegados e levados para a ilha de Panormo, no mar de Mármara. Nada mais se sabe sobre Acámero.